# Farväl Bafana
Farväl Bafana (originaltitel: Goodbye Bafana) är en biografisk dramafilm från 2007 i regi av den danske regissören Bille August.

## Handling
Filmen handlar om Nelson Mandelas (spelad av Dennis Haysbert) fångenskap under apartheidregimen i Sydafrika och hur en av hans fångvaktare, James Gregory (Joseph Fiennes), påverkas av Mandelas frihetskamp och börjar tvivla på apartheid-systemet och de vitas överlägsenhet, något som gör att alla hans vänner och kollegor vänder sig emot honom. Filmen baseras på boken Goodbye Bafana: Nelson Mandela, My Prisoner, My Friend skriven av James Gregory.

## Rollista (urval)
- Joseph Fiennes - James Gregory
- Dennis Haysbert - Nelson Mandela
- Diane Kruger - Gloria Gregory
- Faith Ndukwana - Winnie Mandela
- Mehboob Bawa - Ahmed Kathrada
- Leslie Mongezi - Walter Sisulu
- Sizwe Msutu - Cyril Ramaphosa
- Norman Anstey - Jimmy Kruger